# Mislav Nenadić
Mislav Nenadić (* 15. Februar 1992 in Zagreb) ist ein kroatischer Handballspieler.

## Karriere
Der 1,95 Meter große Rückraumspieler feierte sein internationales Debüt in der Saison 2010/11 mit R.K. Kastela Adriachem im Europapokal der Pokalsieger, nachdem er mit den Kroaten in der Vorsaison den Kroatischen Pokal gewinnen konnte. 2013/14 nahm er mit dem Tatabánya KC am EHF-Cup teil. Noch während dieser Spielzeit wechselte er zur HSG Raiffeisen Bärnbach/Köflach nach Österreich, der er beim Klassenerhalt in der Handball Liga Austria helfen sollte. Nach der Saison 2014/15 wechselte Nenadić in seine Heimat zu RK Našice. Ab Januar 2018 lief er für den deutschen Drittligisten TuS 04 Kaiserslautern-Dansenberg auf. Zur Saison 2018/19 schloss sich Nenadić dem italienischen Verein SSV Brixen an. Von Januar 2020 lief Nenadić bis Saisonende für MRK Sesvete auf. Im Oktober 2020 wurde er vom UHC Tulln für die spusu Challenge verpflichtet. Für die Saison 2021/22 wurde Nenadic wieder von der HSG Raiffeisen Bärnbach/Köflach unter Vertrag genommen.

## HLA-Bilanz
| Saison    | Verein                          | Spielklasse | Tore | 7-Meter | Feldtore |
| --------- | ------------------------------- | ----------- | ---- | ------- | -------- |
| 2013/14   | HSG Raiffeisen Bärnbach/Köflach | HLA         | 48   | 0/0     | 48       |
| 2014/15   | HSG Raiffeisen Bärnbach/Köflach | HLA         | 160  | 0/0     | 160      |
| 2013–2015 | gesamt                          | HLA         | 208  | 0/0     | 208      |

## Erfolge
- 1× Torschützenkönig in der Premijer Liga
- 1× Kroatischer Pokalsieger